# Synagogue karaïm de Sébastopol
La synagogue karaïm de Sébastopol (en ukrainien : Севастопольська кенаса, russe : Кенасса в Севастополе) est une synagogue située à Sébastopol, en Crimée qui a été consacrée en 1908.

## Histoire
La communauté karaïte était en augmentation et décida, à la fin du XIXe siècle, de construire une synagogue en propre. Elle fut utilisée jusqu'en 1930 : à partir de cette date elle sert de gymnase, puis abrite des boutiques. Elle fut grandement endommagée lors de la Seconde guerre mondiale puis reconstruite en 1953 par l'architecte L. V. Bobkov, qui créa une façade nord à deux colonnes de style corinthien.